# La Mantide
La Mantide (La Mante) è una miniserie televisiva drammatica francese composta da 6 puntate, trasmessa in Svizzera su RTS Un dal 30 agosto al 13 settembre 2017, in Belgio su La Une dal 3 al 17 settembre 2017 e in Francia su TF1 dal 4 al 18 settembre 2017 e pubblicata sulla piattaforma di streaming Netflix il 13 ottobre 2017. È ideata da Alice Chegaray-Breugnot, Grégoire Demaison, Nicolas Jean, Laurent Vivier, diretta da Alexandre Laurent, prodotta da Septembre Production e TF1 Productions ed ha come protagonisti Carole Bouquet e Fred Testot.
In Italia la miniserie è stata interamente pubblicata sulla piattaforma di streaming Netflix il 29 dicembre 2017 e trasmessa in chiaro in prima serata su Canale 5 martedì 30 (con due puntate) e mercoledì 31 agosto 2022 (con quattro puntate).

## Trama
Jeanne Deber, nota come La Mantide, una famosa serial killer che ha terrorizzato la Francia più di 25 anni prima degli eventi narrati, è decisa ad aiutare la polizia perché un suo emulatore sta mietendo vittime. Jeanne accetta di collaborare con il commissario Ferracci, il poliziotto che l'ha arrestata all'epoca, a condizione di avere un solo interlocutore, suo figlio Damien Carrot, che è diventato un poliziotto per riscattare i suoi crimini e che rifiuta qualsiasi contatto con Jeanne dal suo arresto.

## Episodi
| Stagione       | Episodi | Prima TV | Prima TV | Prima TV | Prima TV | Pubblicazione | Pubblicazione |
| Stagione       | Episodi | Svizzera | Belgio   | Francia  | Italia   | Francia       | Italia        |
| -------------- | ------- | -------- | -------- | -------- | -------- | ------------- | ------------- |
| Prima stagione | 6       | 2017     | 2017     | 2017     | 2022     | 2017          | 2017          |

## Personaggi e interpreti

### Personaggi principali
- Jeanne Deber / La Mantide, interpretata da Carole Bouquet, doppiata da Silvia Pepitoni.
- Damien Carrot, interpretato da Fred Testot, doppiato da Massimo De Ambrosis.
- Commissario Dominique Ferracci, interpretato da Pascal Demolon, doppiato da Angelo Maggi.
- Lucie Carrot, interpretata da Manon Azem, doppiata da Emanuela D'Amico.
- Szofia Kovacs, interpretata da Élodie Navarre, doppiata da Ilaria Latini.
- Charles Carrot, interpretato da Jacques Weber, doppiato da Edoardo Siravo.
- Virginie Delorme, interpretata da Frédérique Bel, doppiata da Valentina Mari.
- Sébastien Crozet, interpretato da Serge Riaboukine.

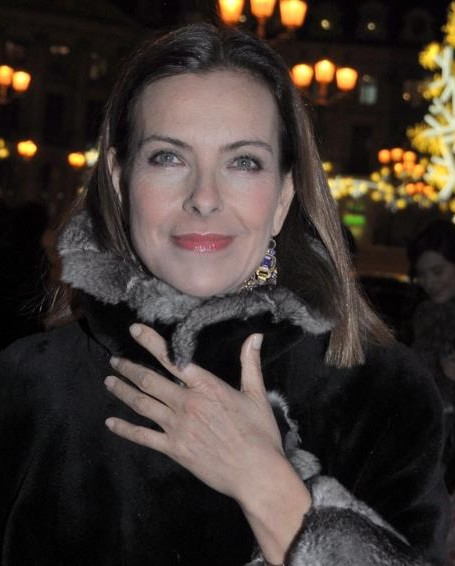
Carole Bouquet interpreta Jeanne Deber / La Mantide
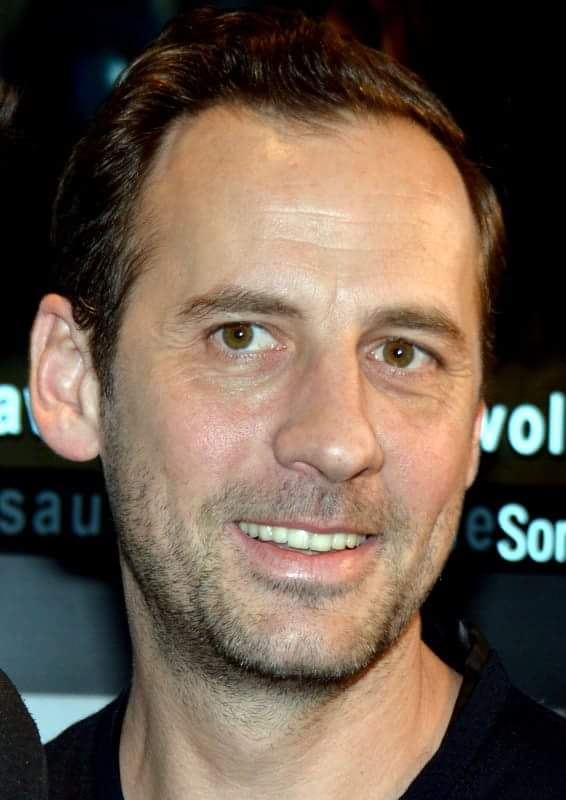
Fred Testot interpreta Damien Carrot
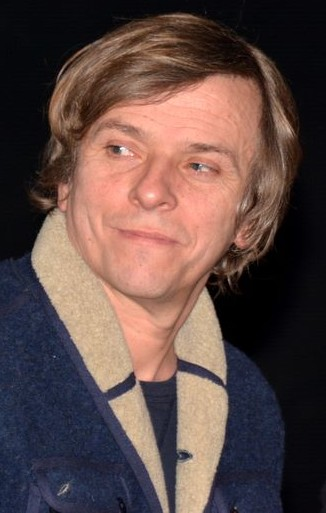
Pascal Demolon interpreta il Commissario Dominique Ferracci
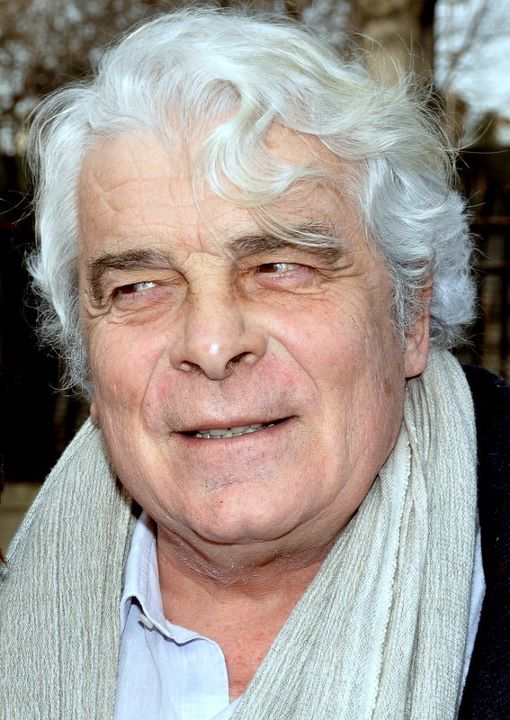
Jacques Weber interpreta Charles Carrot
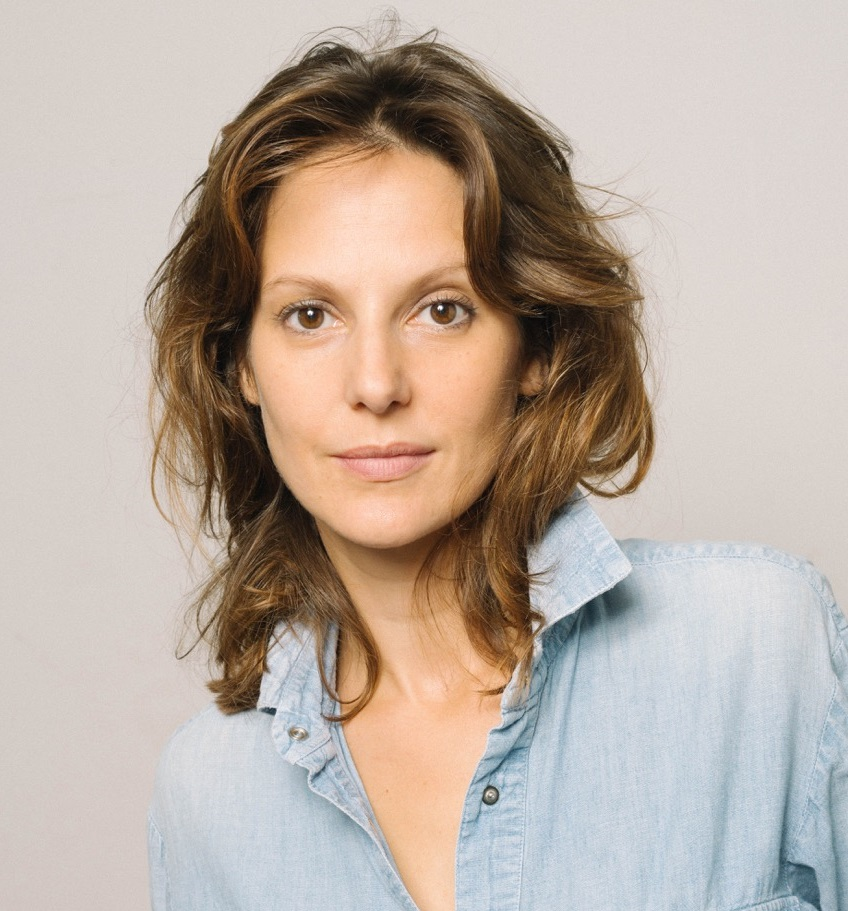
Élodie Navarre interpreta Szofia Kovacs
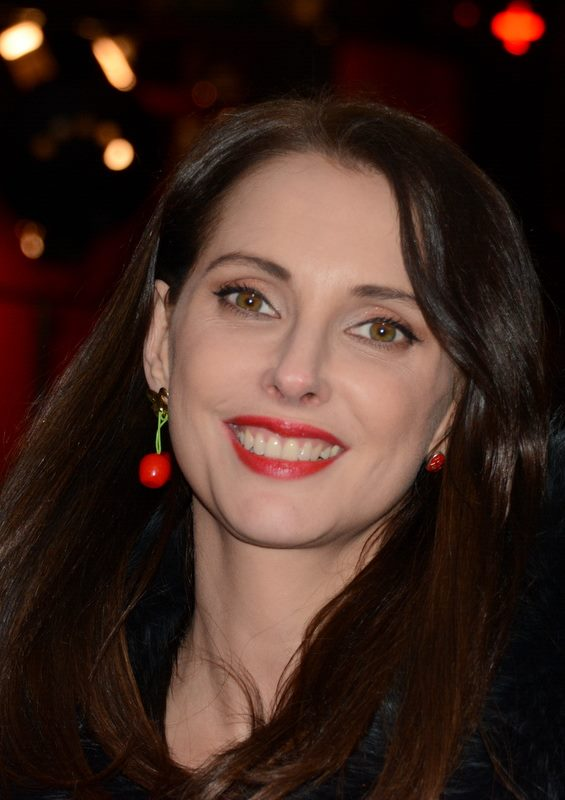
Frédérique Bel interpreta Virginie Delorme
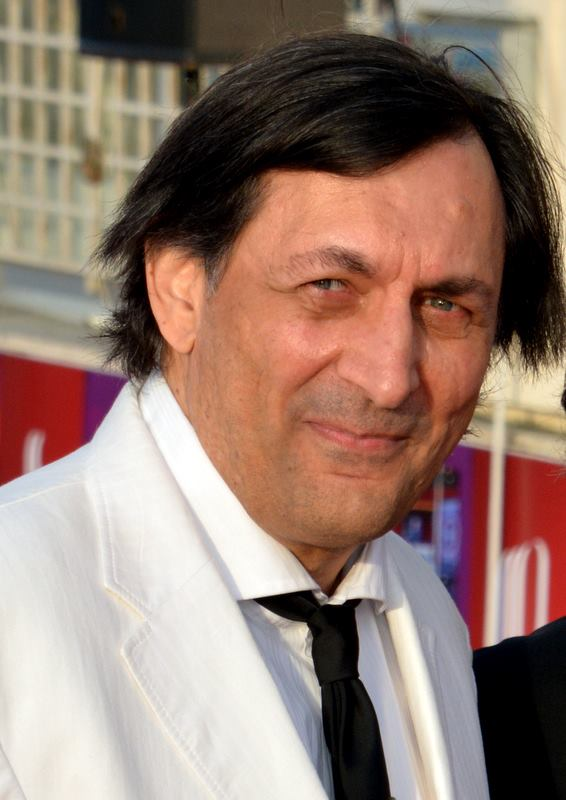
Serge Riaboukine interpreta Sébastien Crozet

### Personaggi ricorrenti
- Alexandre "Alex" Crozet, interpretato da Robinson Stévenin, doppiato da Alessandro Sanguigni.
- Baptiste Séverin, interpretato da Christophe Favre.
- Agente Stern, interpretato da Adama Niane.
- Avvocato Bertrand, interpretato da Yannig Samot.
- Tenente Achille, interpretato da Steve Tran.
- Tenente Gallieni, interpretato da Julien Tortora.
- Prefetto, interpretato da Pierre Deny.
- Julien Arnaud interpreta sé stesso.
- Stéphane Bourgoin interpreta sé stesso.
- Dottore, interpretato da Bruno Le Millin.
- Medico legale, interpretato da Marc Fayet.
- Ninon, interpretata da Cassiopée Mayance.
- Hervé Dulac, interpretato da Erwan Piriou.
- Damien Carrot da bambino, interpretato da Maleaume Paquin.

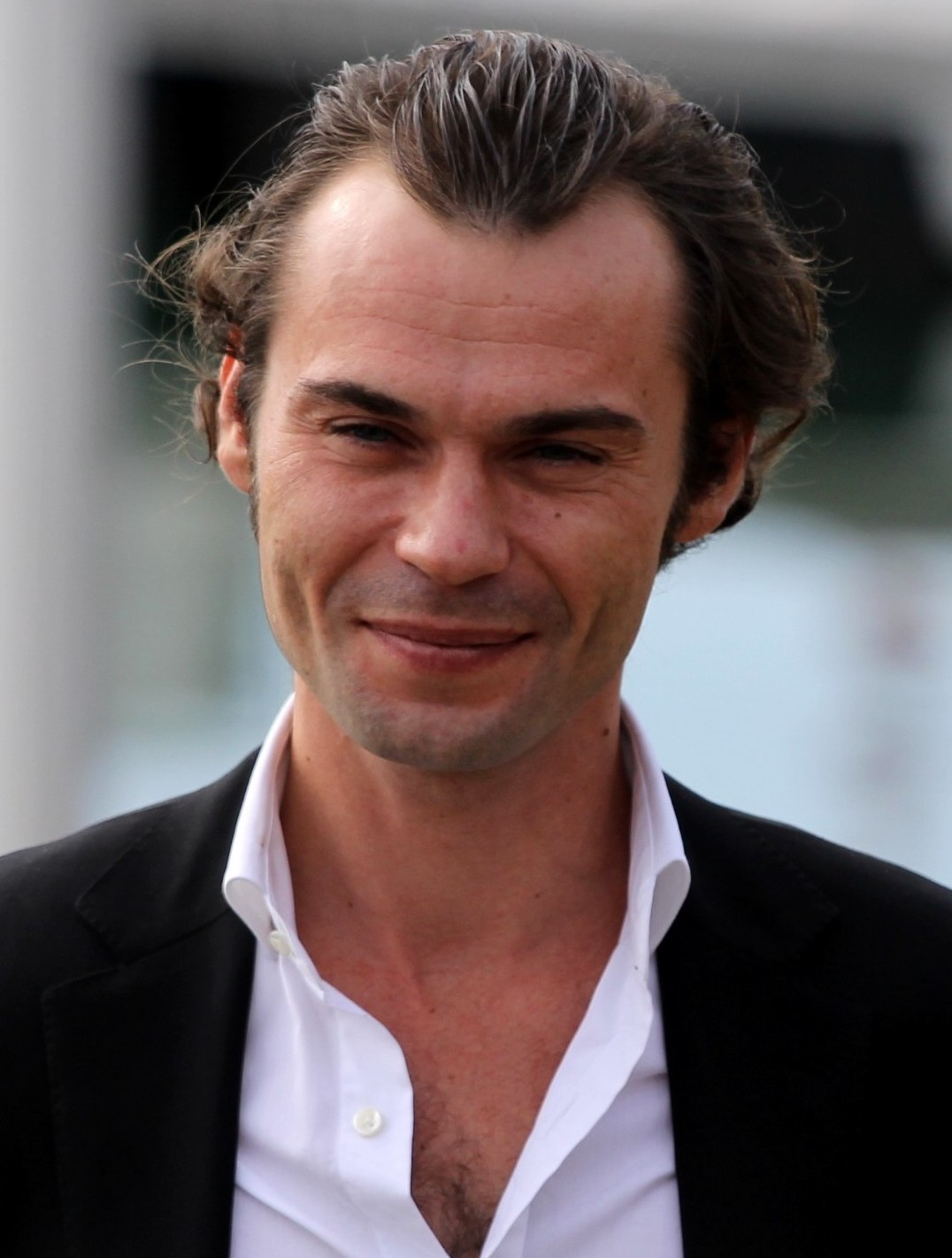
Robinson Stévenin interpreta Alex Crozet
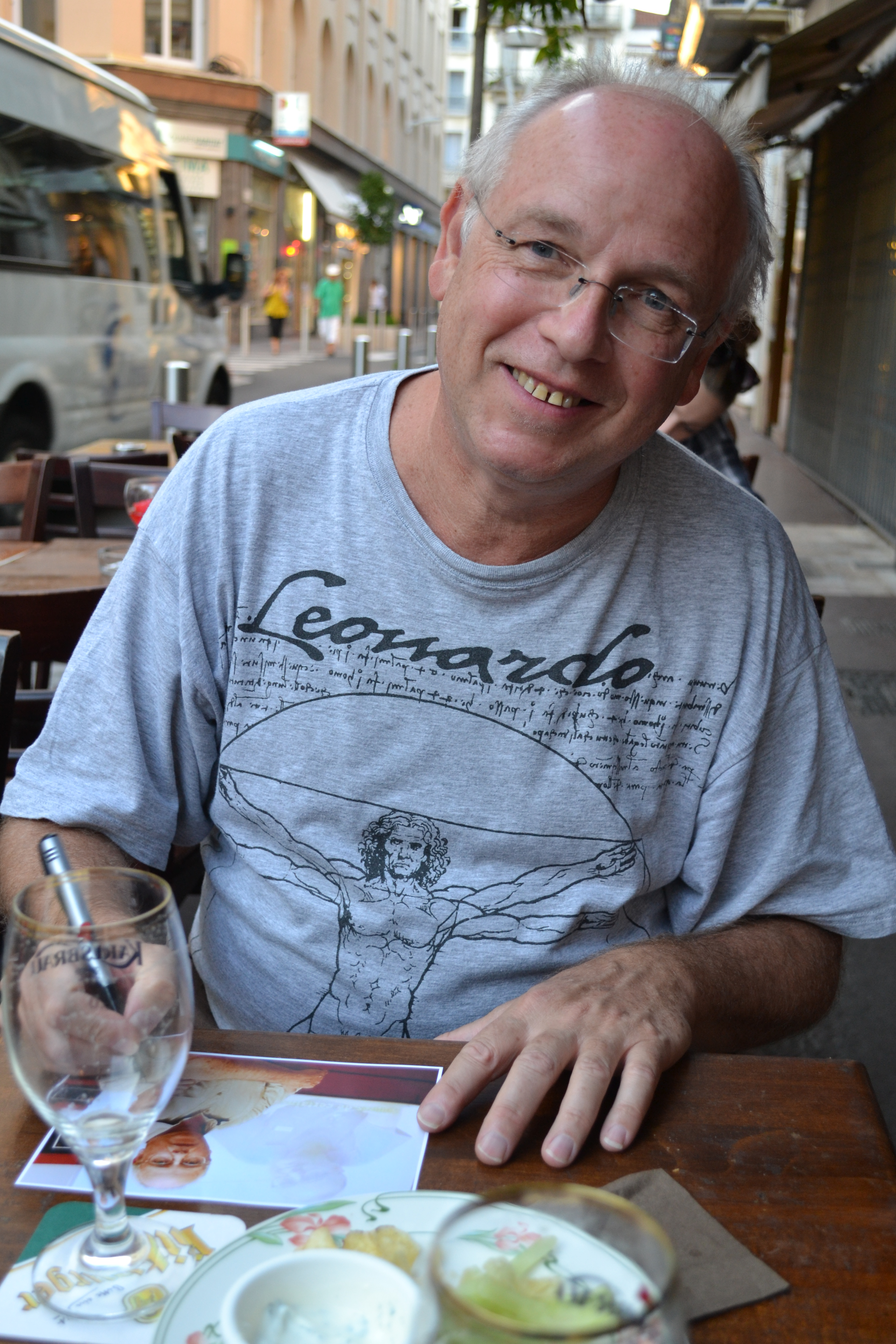
Stéphane Bourgoin interpreta sé stesso
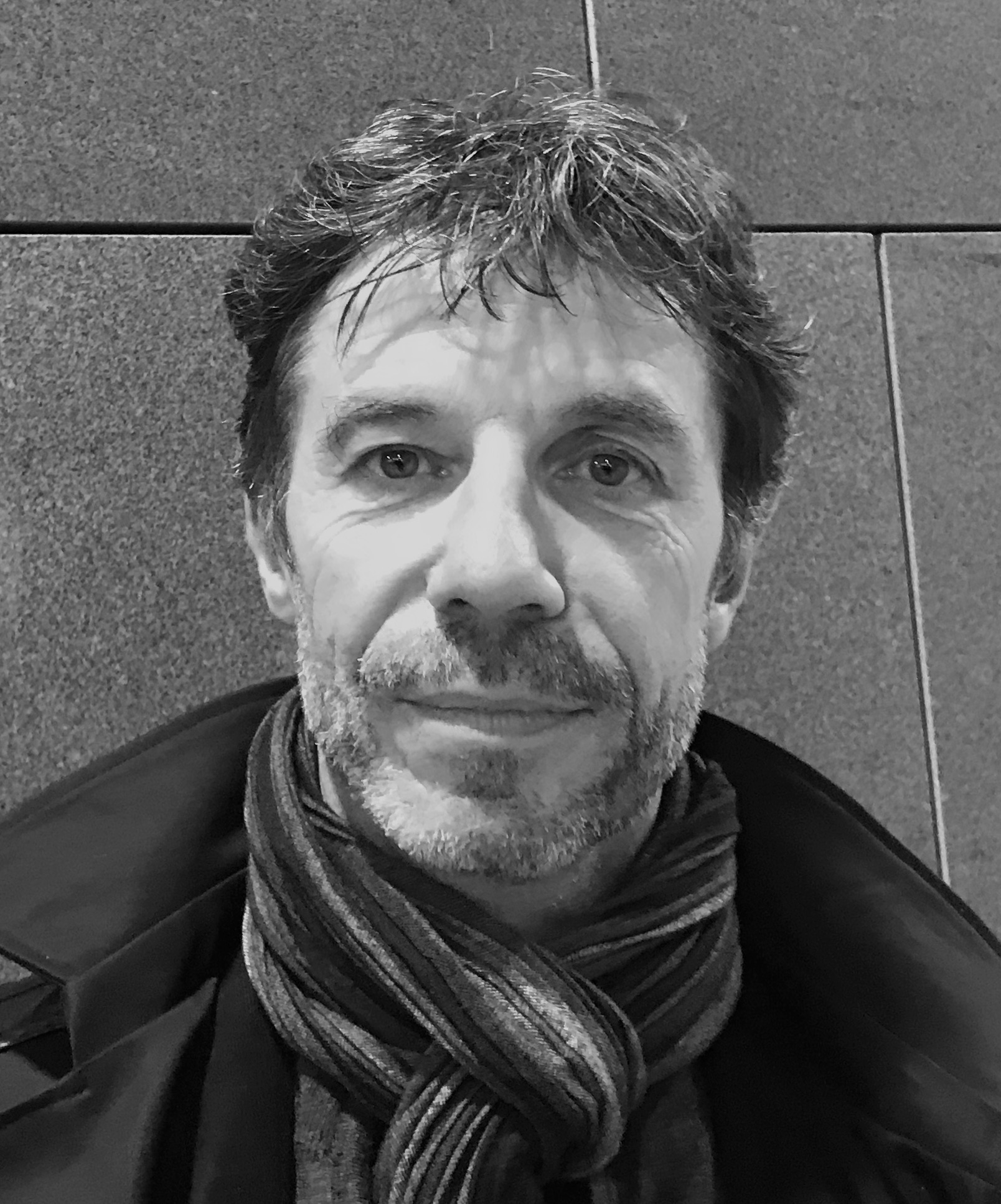
Marc Fayet interpreta il Medico legale

## Distribuzione

### Svizzera
In Svizzera la miniserie composta da 6 puntate da 52 minuti ciascuna, è andata in onda ogni mercoledì su RTS Un dal 30 agosto al 13 settembre 2017 con tre puntate in tre prime serate.

### Belgio
In Belgio la miniserie composta da 6 puntate da 52 minuti ciascuna, è andata in onda ogni domenica su La Une dal 3 al 17 settembre 2017 con due puntate in tre prime serate.

### Francia
In Francia la miniserie composta da 6 puntate da 52 minuti ciascuna, è andata in onda ogni lunedì su TF1 dal 4 al 18 settembre 2017 con due puntate in tre prime serate e pubblicata sulla piattaforma di streaming Netflix il 13 ottobre 2017.

### Italia
In Italia la miniserie anch'essa composta da 6 puntate da 52 minuti ciascuna, è stata interamente pubblicata sulla piattaforma di streaming Netflix il 29 dicembre 2017 e trasmessa in chiaro in prima serata su Canale 5 martedì 30 (con due puntate) e mercoledì 31 agosto 2022 (con quattro puntate).

## Produzione

### Sviluppo
La miniserie è stata proposta da due giovani produttori, Pierre Laugier e Anthony Lancret, che hanno presentato la loro idea di scenario a Marie Guillaumond, direttrice artistica della narrativa francese di TF1.
Il regista della miniserie Alexandre Laurent, già noto su TF1, per aver girato episodi della serie Profiling (Profilage), nonché per la miniserie Le Secret d'Élise, (miniserie con lo stesso formato di sei episodi da 52 minuti).

### Distribuzione dei ruoli
Le vittime de La Mantide (La Mante) sono state scelte dalla pubblicità: un sito specializzato in figurazione presenta il profilo tipico delle vittime:
L'annuncio spiega anche che non ci saranno scene di riprese per caratterizzare queste scene del crimine. Durante la miniserie sono state trasmesse solo le foto delle vittime, scattate in primo piano.

### Riprese

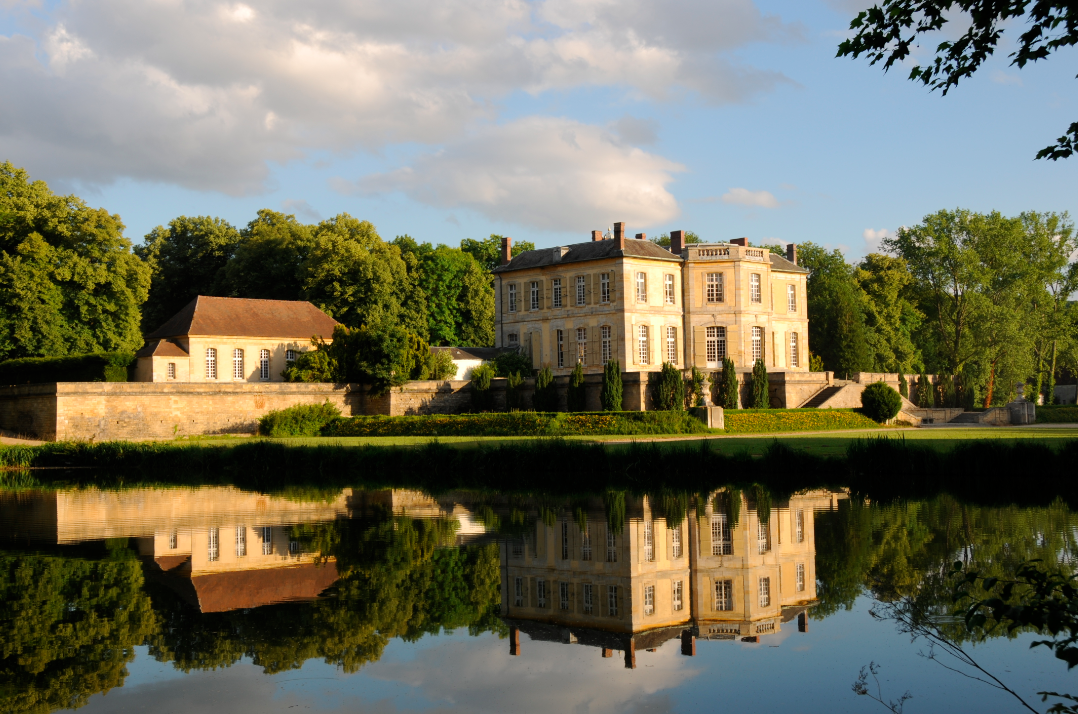
Château de Villette, a Condécourt, uno dei principali luoghi delle riprese.

Le riprese della miniserie si sono iniziate il 5 settembre 2016, in particolare tra Arcueil e Château de Villette, a Condécourt.
Luoghi delle riprese
- Casa di Damien Carrot: è la piccola casa e il suo piccolo cortile lastricato, dove vive il personaggio interpretato da Fred Testot, si trova in Boulevard a Clichy-la-Garenne. L'appartamento dove Fred Testot torna con il suo scooter all'inizio del primo episodio si trova ad Arcueil.
- Residenza di detenzione di Jeanne Deber: è la residenza di Jeanne Deber che dopo essere stata trasferita dalla prigione ai fini delle indagini si ritrova in un castello. È il castello di Château de Villette a Condécourt, situato nella Val-d'Oise, complesso architettonico progettato da François Mansart è stato ristrutturato nel 2011 ed è stato visitato da altre troupe cinematografiche, tra cui quella del film del 2006 Il codice da Vinci (The Da Vinci Code)[13].

### Errore nello script
Contrariamente a quanto avanzato nel primo episodio, la condanna incomprimibile non può essere applicata nel caso di Jeanne Deber, perché i suoi atti criminosi non sono legati a un crimine terroristico, all'assassinio di un agente di polizia (o di un magistrato) nell'esercizio delle sue funzioni o all'omicidio di un minore di età inferiore ai quindici anni. Pertanto, avrebbe dovuto subire solo un periodo di massima sicurezza di ventidue anni, ma ciò ha comportato la revisione della sceneggiatura del film che basa la trama su una separazione di venticinque anni tra madre e figlio.
Allo stesso modo, un terapeuta è vincolato dal segreto professionale. Ma ciò non sostituisce il suo dovere di cittadino. Quindi, se un paziente gli parla di un crimine o di un'infrazione, deve avvisare la polizia. Di conseguenza, se lo psicologo ha una traccia di tali elementi nella sua cartella del paziente come nel caso del quarto e del sesto episodio è impossibile che non abbia fatto risalire questa informazione al paziente.